# A diadalív árnyékában (regény)
A diadalív árnyékában (Arc de Triomphe) Erich Maria Remarque német író 1945-ben megjelent regénye, amelyben a második világháború előtti évet írja le a Párizsban élő német emigránsok szemszögéből.

## Történet
|  | Alább a cselekmény részletei következnek! |

1938 őszén kezdődik a történet, s megismerkedünk Ravickal, aki egy tehetséges német sebész, de Franciaországban kénytelen illegálisan operálni két francia sebész mellett.
Megfosztva német állampolgárságától, s minden igazoló irat nélkül, Ravicnak valahogy sikerül elkerülnie a rendőrség figyelmét, s többnyire egyedüli barátjával, a szintén emigráns orosz Morozovval sakkozással, filozofálással és ivással tölti idejét.
Ravic már nem számít semmire sem az élettől, főleg szerelemre nem, de ez megváltozik, amikor megismerkedik Joannal, ahogyan ezt Ravic a következő monológban ki is fejti: „Elmúltam negyvenéves, számos iskolát kijártam, összevertek, és újból talpra álltam, van sokféle tapasztalatom és tudásom, áthullottam az évek rostáján, keményebb, kritikusabb lettem, és ridegebb is – nem akartam és nem hittem, eszembe sem jutott, hogy még egyszer eljöhet hozzám is – és lám, itt van, és hasztalan minden tapasztalat, semmit sem ér, a tudás csak növeli lángját – hiszen mi éghetne jobban az érzések tüzén, mint a száraz cinizmus és a kritikus évek felgyülemlett fásultsága?”
Tanúi lehetünk kettejük viharos szerelmének, s átfogó képet kapunk az akkori Párizsról, a fényes társadalmi estélyektől a sötét kuplerájokig és az éjszakai kocsmákig.
Ravic karaktere feltűnik még A paradicsomban is ott a pokol című regényben.
|  | Itt a vége a cselekmény részletezésének! |

## A mű fogadtatása
A diadalív árnyékában 1945-ben jelent meg, először angolul Arch of Triumph címmel, majd 1946-ban németül Arc de Triomphe címmel, s azonnal bestseller lett. Több mint ötmillió példányt adtak el belőle világszerte, több nyelvre is lefordították.
A műből kétszer készítettek filmet, először 1948-ban (ennek a forgatásán Remarque is részt vett), majd 1984-ben, amikor Ravic szerepét Anthony Hopkins alakította.

## Magyarul
- A Diadalív árnyékában. Regény; ford. Szinnai Tivadar; Dante, Bp., 1946
- A Diadalív árnyékában. Regény; ford. Mészáros Klára; Európa, Bp., 1979